# 李隨 (河南節度使)
李隨，唐元宗天寶十四年（西元755年）任濟南郡太守。祿山之亂時，吳王李祗爲靈昌太守，奉詔糾率河南諸郡，練兵以拒，李隨副之。天寶十四年十二月壬子，李隨與單父尉賈賁、濮陽人尚衡起兵討安祿山。至德元年（西元756年），李隨至睢陽，有眾數萬。丙辰，以隨為河南節度使。 